# South Dunn, Bắc Dakota
South Dunn là một lãnh thổ chưa tổ chức thuộc quận Dunn, tiểu bang Bắc Dakota, Hoa Kỳ. Năm 2010, dân số của nơi này là 601 người.